# St. Andrew's Presbyterian Church (Québec)
Pour les articles homonymes, voir St. Andrew's Church.
L'église presbytérienne Saint Andrew (anglais : St. Andrew's Presbyterian Church) est un lieu de culte situé dans le Vieux-Québec. Elle est la plus vieille des églises presbytériennes d'origine écossaise au Canada. Les premiers membres de la congrégation étaient surtout des militaires du 78e Frasers Highlanders ayant servi dans l'armée de Wolfe en 1759. Après le traité de Paris en 1763, la congrégation devient civile, liée à l'Église d'Écosse. L'église est construite entre 1809 et 1810.

## Histoire
La congrégation a été formée après la conquête de Québec en 1759 par des soldats du 78e Frasers Highlanders sous la direction de Robert MacPherson, aumônier de l'Église d'Écosse. À sa mort en 1765, il est remplacé par George Henry.
Après le traité de Paris de 1763 et l'arrivée de marchands d'Écosse et de Nouvelle-Angleterre, la congrégation acquiert le statut civil et est connue sous le nom de « Congrégation écossaise ».
Au cours du ministère d'Alexandre Spark en 1802, à la suite d'une pétition signée par 148 personnes, le site de l'église actuelle est attribué à Sa Majesté George III, et sa construction commence en 1807.
L'église est inaugurée le 30 novembre 1810, lors de la Fête de la Saint-André, sous le patronage de saint André, l'apôtre. L'édifice reste inchangé depuis sauf l'ajout de la sacristie en 1900.

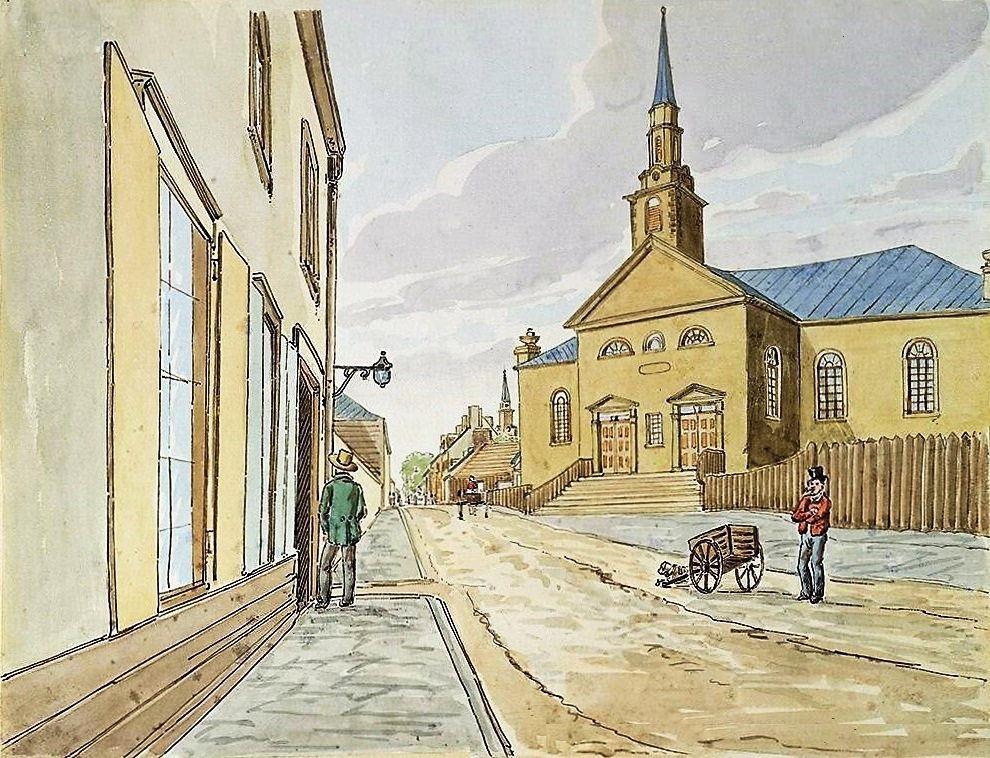
Vers 1830
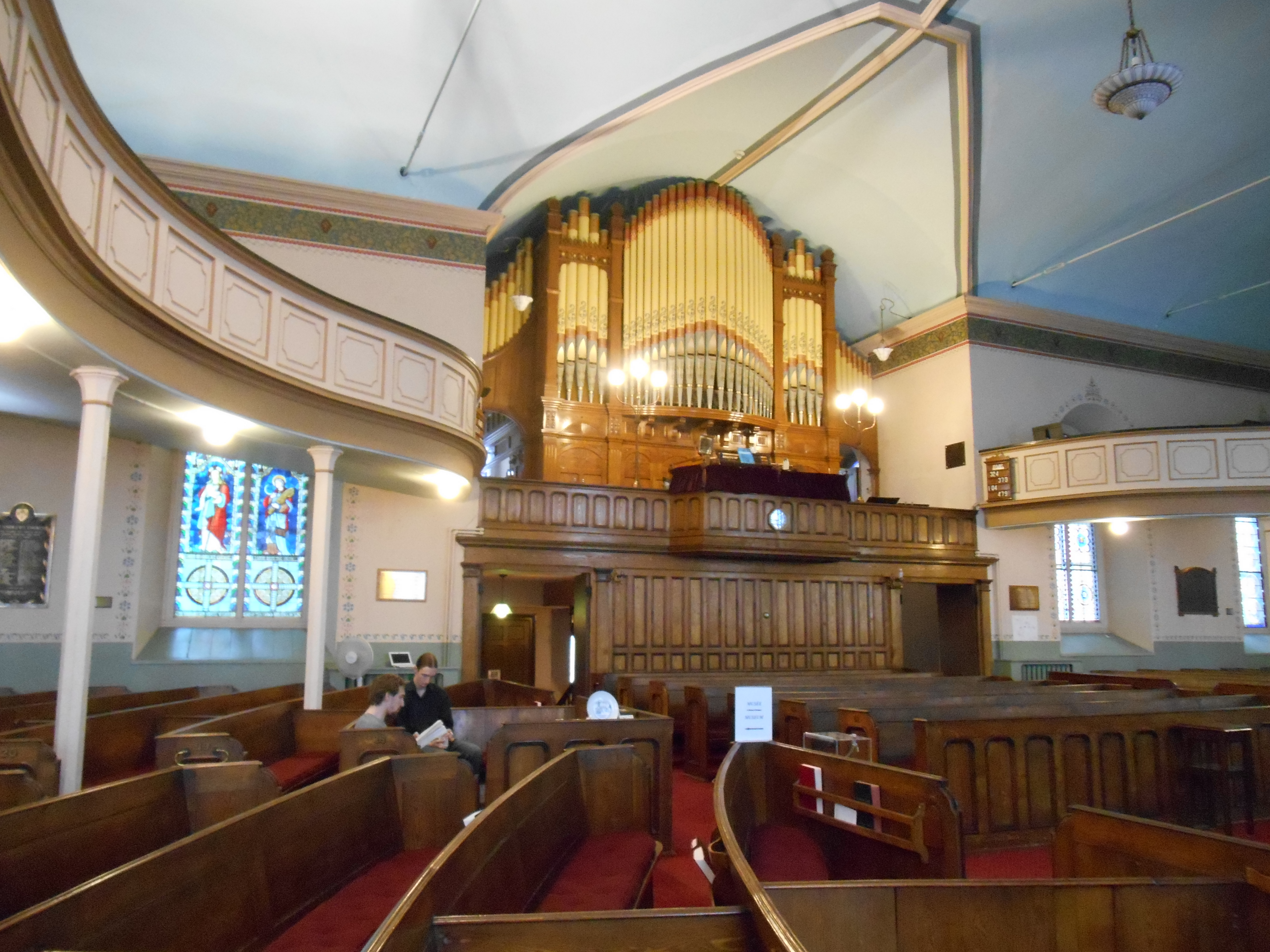
Orgue
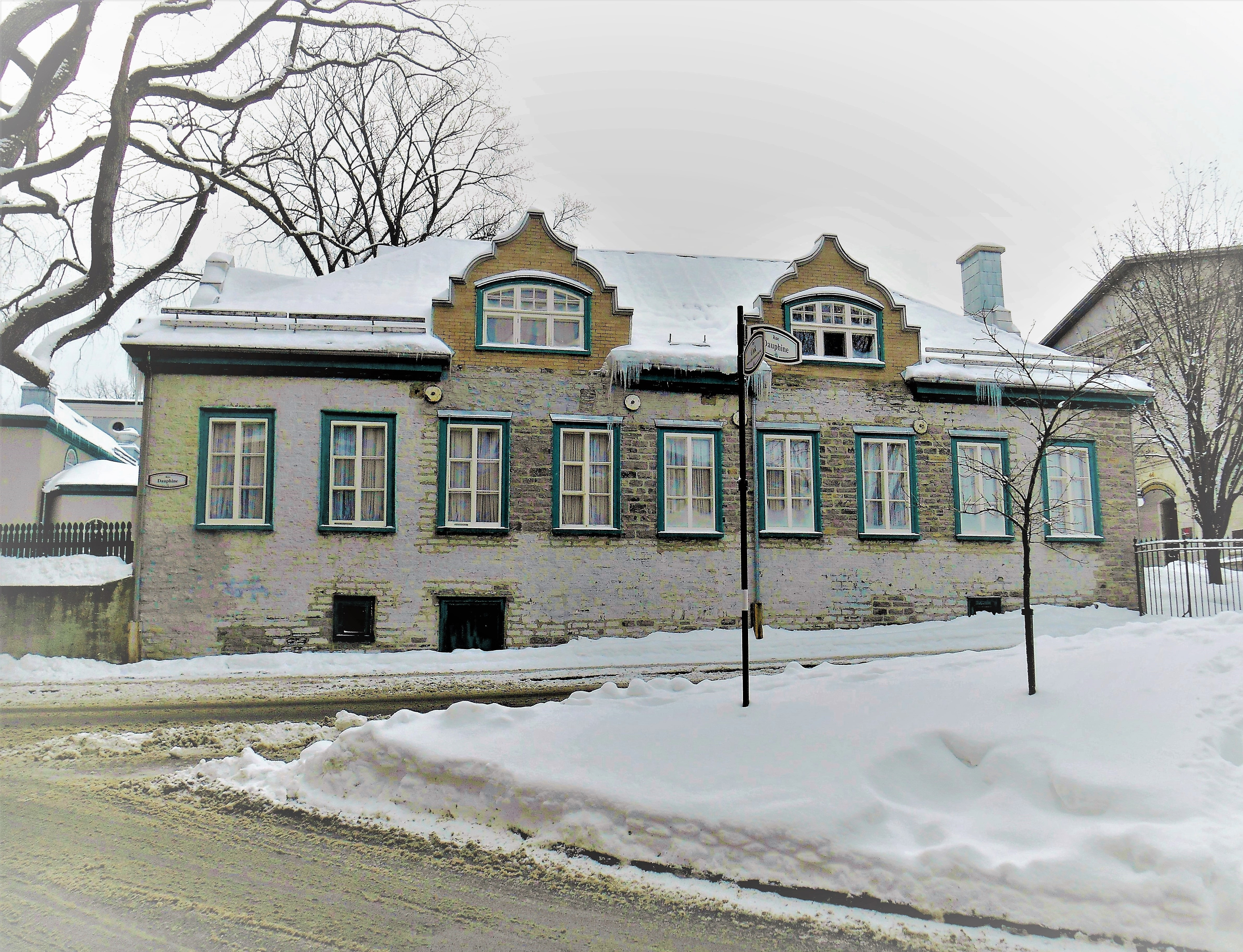
Kirk Hall
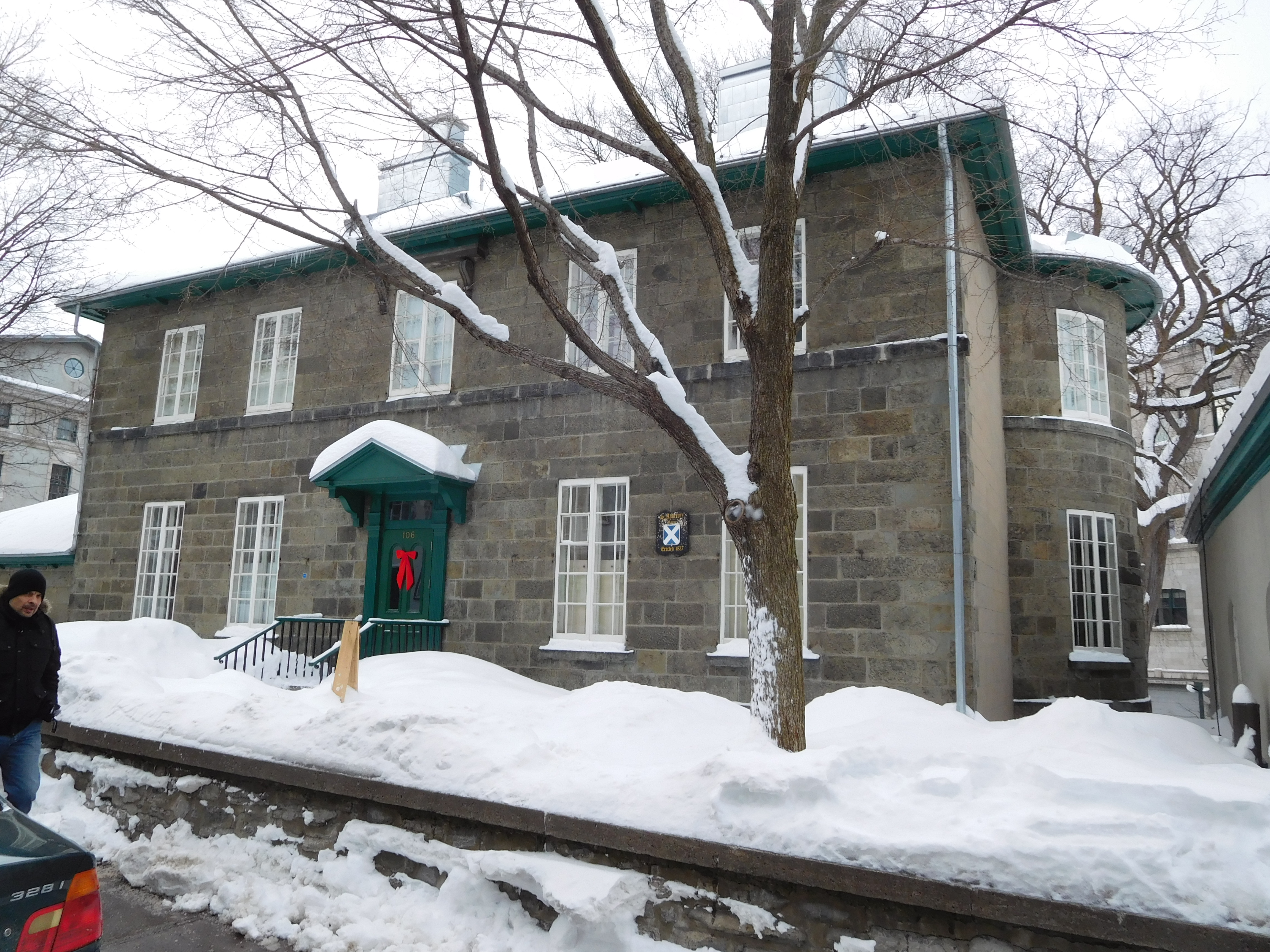
Manse

Le Kirk Hall, érigé pour la première fois en 1829 en tant qu'école protestante, est situé sur le terrain triangulaire de l'église ; il demeure de nombreuses années une institution scolaire ; et le presbytère (Manse) érigé en 1837, est la résidence des pasteurs jusqu'à présent. William Reed a été l'organiste de l'église de 1900 à 1913.
Le groupe des Amis de Saint-André a été fondé pour financer l'église.

## Pasteurs
- Robert MacPherson, 1759-1765+
- George Henry, 1765-1784
- Alexander Spark, 1784-1819
- James Harkness, DD, 1820-1835+
- John Cook, DD, 1836-1883, modérateur de la 1re Assemblée générale de l'Église presbytérienne du Canada, en juin 1875
- Andrew Tannahill Love, DD, 1884-1925
- Alexander M. Gordon, DD, 1926-1941
- Harold W. Reid, DD, 1941-1945
- Donald Mackay, DD, 1945-1950
- Wilfred Butcher, DD, 1951-1964
- Edward Bragg, DD, 1964-1977
- P. Lyle Sams, 1979-1990
- Donald J.M. Corbett, PhD 1991+, Ancien Principal du Knox College,
- Mrs. Tam Nakamura Corbett, 1992-1993, modérateur de l'Assemblée générale de l'Église presbytérienne du Canada, en 1996
- Ronald H. Balston, 1993-1996
- Scott Emery, 1996-2000
- Bradley Nelson (Intérimaire), 2001-2003
- Stephen A. Hayes, DD, 2004-2009
- Katherine Burgess, 2009– à ce jour

+Mort en service.